# Handelsroute
Dit overzicht is mogelijk incompleet; u kunt helpen door het uit te breiden.

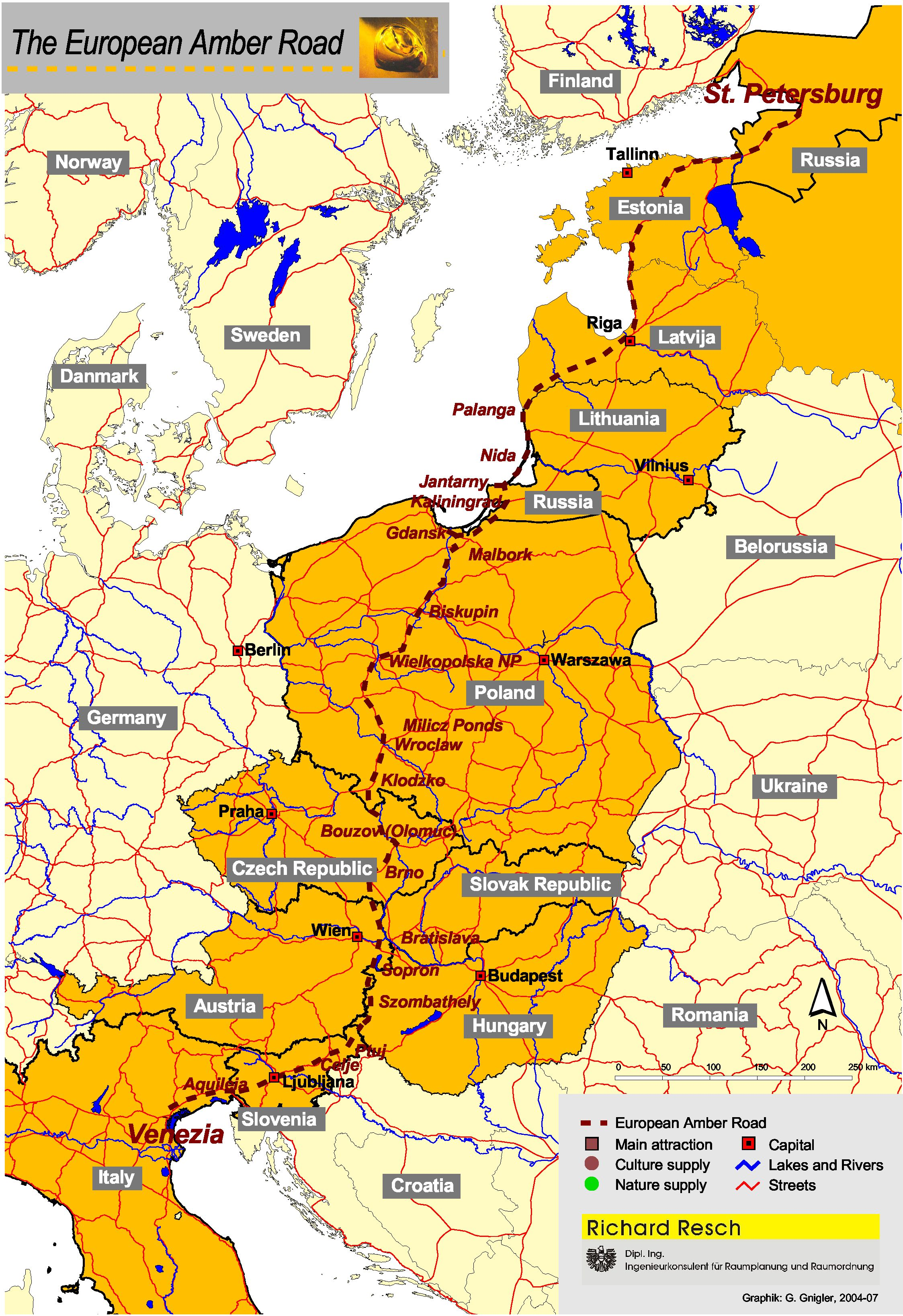
De Barnsteenroute.

Een handelsroute is een door handelaren gebruikte verbinding over land of water. De routes bestaan sinds mensenheugenis en waren in de oudheid van belang voor de internationale handel. Handelroutes speelden tevens een belangrijke rol voor kennisuitwisseling en daarmee voor de ontwikkeling van de wetenschap.
Bekende handelsroutes zijn of waren:
- Barnsteenroute
- Hærvejen ofwel Ossenweg
- Handelsroute van de Varjagen naar de Grieken
- Hellweg
- Specerijenroute
- Theeroute
- Via Regia
- Wierookroute
- Zijderoute